# 歡樂.樂團
歡樂.樂團（英語：fun.）是一個創立於美國紐約的獨立樂團，由一個已解散的美國獨立樂團The Format的前團員奈特·瑞斯創立的搖滾樂團。樂團由奈特·瑞斯、安德鲁·杜斯特、杰克·安多夫三人組成，團員皆曾經待過其他樂團。樂團至今已在2009年發行《瞄準。發射！》及2012年發行《那些夜晚》等兩張專輯。《那些夜晚》中的三支單曲〈年少輕狂〉、〈那些夜晚〉、和〈加把勁〉使樂團一舉成名，其中首支單曲〈年少輕狂〉更入圍如葛萊美獎等多項獎項，更在告示牌百強單曲榜、熱門下載單曲榜與英國單曲榜等多個排行榜獲得第一名佳績。第二支單曲〈那些夜晚〉也在告示牌百強單曲榜獲得第三名，成為樂團的第二支前十名單曲。
在2013年2月10日頒獎的第55屆葛萊美獎中，樂團獲得了最佳新人及〈年少輕狂〉獲得年度最佳歌曲，此外樂團還以〈年少輕狂〉入圍年度最佳錄音及最佳流行組合或團體、《那些夜晚》入圍年度最佳專輯和最佳流行演唱專輯等四個獎項。

## 歷史

### 成立初期（2007－2008年）
一個名為The Format的美國獨立樂團在2008年2月宣布解散，其中一名團員奈特·瑞斯在解散之後馬上與另外兩名待過其他樂團的安德鲁·杜斯特和杰克·安多夫連絡，準備開始他的计划，其中安德鲁·杜斯特曾經參與過The Format的演唱會，杰克·安多夫則是在當時他所參與的樂團Steel Train有跟The Format合作的經驗。他們的第一首示範曲名為〈Benson Hedges〉，該首歌曲在Spin magazine為他們做的新樂團介紹中開放免費下載。樂團後來請曾經為The Format的專輯《Dog Problems》擔任製作人的Steven McDonald來幫他們錄製樂團的首張專輯。

### 專輯《瞄準。發射！》（2009－2011年）
首張專輯《瞄準。發射！》於2008年秋天開始錄音，首支單曲〈At Least I'm Not as Sad (As I Used to Be)〉於2009年4月6日在樂團的Myspace頁面中開放免費下載，專輯亦於4月25日發行並獲得許多正面的評價。這張專輯在告示牌二百強專輯榜上最高得到第71名的成績。歡樂.樂團的首場演唱會於2008年11月8日與美國樂團傑克的人體模型共同舉行。2010年2月，歡樂.樂團在傑克的人體模型樂團的演唱會上演出。2010年4月，樂團在帕拉莫爾的演唱會上演出，同場演出的還有美國搖滾樂團Relient K。樂團在2010年5月之後又在英國舉辦多場演唱會。2010年8月4日，樂團宣佈與唱片公司Fueled by Ramen簽約。
2010年8月14日，帕拉莫爾官方Twitter粉絲團公布將會在同年11月的英國演唱會邀請歡樂.樂團與饒舌歌手B.o.B參加。2010年樂團的單曲〈Walking the Dog〉被作為旅遊公司Expedia的商業廣告的背景音樂。2011年4月27日，樂團在紐澤西一所大學中舉辦的演唱會表演樂團下一張專輯的新歌〈加把勁〉。2011年5月17日，樂團與迪斯可癟三樂團合作推出一首單曲〈C'mon〉，並在迪斯可癟三在2011年的巡迴演唱會中擔任開場嘉賓。

### 專輯《那些夜晚》（2011年－）
2011年11月7日，樂團公布他們的新專輯將取名為《那些夜晚》（Some Nights），而首支單曲為〈年少輕狂〉。這支單曲被應用於多項媒體上，如電視劇《花邊教主》、《亂愛高校生》、《歡樂合唱團》、《宅男特務》、雪佛蘭與蘋果公司的商業廣告、電影《40惑不惑？》的預告片等。2011年12月12日，專輯內的一支單曲〈One Foot〉在Nylon雜誌的網站中開放免費下載。
2012年2月13日，樂團把《那些夜晚》利用音樂串流的形式放置至樂團的官方網站上，專輯亦於2月21日由Fueled by Ramen發行。2月29日，樂團開始進行為《那些夜晚》宣傳舉辦的北美巡迴演唱會。3月7日，單曲〈年少輕狂〉新進榜即登上《告示牌》百強單曲榜榜首，使得這首歌成為自2002年1月五分錢合唱團的單曲〈How You Remind Me〉以來第一個新進榜就登上榜首的多人搖滾樂團單曲。4月11日，〈年少輕狂〉達成六週連續維持《告示牌》百強單曲榜榜首，並在單曲發行七週內達成下載超過300,000次的紀錄。樂團亦在2012年11月11日舉辦的2012年MTV歐洲音樂大獎中表演〈年少輕狂〉。
2012年6月4日，樂團發行了專輯的第二支單曲，也是專輯的同名歌曲－〈那些夜晚〉。這首歌也在告示牌百強單曲榜獲得第三名佳績。2012年6月22日，樂團受邀到脫口秀主持人吉米·法倫的節目《吉米·法倫深夜脫口秀》上表演。
樂團後再2012年10月24日釋出專輯第三支單曲〈加把勁〉的音樂影片，成為樂團第三支登上告示牌百強單曲榜的單曲。樂團也在2012年11月13日在《週六夜現場》上表演〈那些夜晚〉及〈加把勁〉兩首歌。
樂團也在2013年2月10日的第55屆葛萊美獎頒獎典禮上表演。娛樂周刊大膽預測樂團將會在此屆葛萊美獎中帶回多個獎項。樂團在此屆頒獎典禮中獲得最佳新人與〈年少輕狂〉獲得年度最佳歌曲兩個獎項。此外樂團還以〈年少輕狂〉入圍年度最佳錄音、最佳流行組合或團體、以專輯《那些夜晚》入圍年度最佳專輯、最佳流行演唱專輯等四獎。

## 樂團成員

### 現今成員
| 主要成員      | 時間         | 備註                                                               |
| ------------- | ------------ | ------------------------------------------------------------------ |
| Jack Antonoff | 2008年－現今 | 歌聲、主音吉他手                                                   |
| Jack Antonoff | 2012年－現今 | 鼓手                                                               |
| Andrew Dost   | 2008年－現今 | 低音吉他、吉他、小喇叭、法國號、鋼琴、鍵盤手、富魯格號、鼓手、歌聲 |
| Nate Ruess    | 2008年－現今 | 主唱                                                               |

| 演唱會成員  | 時間         | 備註                               |
| ----------- | ------------ | ---------------------------------- |
| Nate Harold | 2009年－現今 | 低音吉他、歌聲、採樣器             |
| Emily Moore | 2009年－現今 | 吉他、歌聲、鍵盤手、薩克斯風、沙鈴 |
| Will Noon   | 2010年－現今 | 鼓手                               |

### 已離開成員
| 演唱會成員      | 時間         | 備註     |
| --------------- | ------------ | -------- |
| Maggie Malyn    | 2007年       | 小提琴   |
| Will Yates      | 2008年       | 低音吉他 |
| Jon Goldstein   | 2008－2010年 | 鼓手     |
| Rob Kroehler    | 2008－2012年 | 吉他     |
| David Lizmi     | 2009年       | 貝斯     |
| Jessica Martins | 2009年       | 吉他     |
| Michael Newsted | 2010年       | 低音吉他 |
| Ryan Lallier    | 2010－2011年 | 吉他     |
| Mike Schey      | 2010年       | 吉他     |
| Evan Winiker    | 2011年       | 低音吉他 |

## 作品

### 錄音室專輯
- 2009年：《瞄準。發射！》
- 2012年：《那些夜晚》

### 單曲
- 2012年：〈年少輕狂〉
- 2012年：〈那些夜晚〉
- 2012年：〈加把勁〉

## 獎項

### 葛萊美獎
| 年份   | 獲提名       | 獎項               | 結果 |
| ------ | ------------ | ------------------ | ---- |
| 2013年 | 歡樂.樂團    | 最佳新人           | 獲獎 |
| 2013年 | 那些夜晚     | 年度最佳專輯       | 提名 |
| 2013年 | 那些夜晚     | 最佳流行演唱專輯   | 提名 |
| 2013年 | We Are Young | 年度最佳錄音       | 提名 |
| 2013年 | We Are Young | 年度最佳歌曲       | 獲獎 |
| 2013年 | We Are Young | 最佳流行組合或團體 | 提名 |

### MTV音樂錄影帶大獎
| 年份   | 獲提名    | 獎項         | 結果 |
| ------ | --------- | ------------ | ---- |
| 2012年 | 歡樂.樂團 | 最佳新人     | 提名 |
| 2012年 | 歡樂.樂團 | 最佳流行影片 | 提名 |

### MTV歐洲音樂大獎
| 年份   | 獲提名       | 獎項         | 結果 |
| ------ | ------------ | ------------ | ---- |
| 2012年 | 歡樂.樂團    | 最佳新人     | 提名 |
| 2012年 | 歡樂.樂團    | 最佳進步藝人 | 提名 |
| 2012年 | We Are Young | 最佳歌曲     | 提名 |

### 全美音樂獎
| 年份   | 獲提名    | 獎項                            | 結果 |
| ------ | --------- | ------------------------------- | ---- |
| 2012年 | 歡樂.樂團 | 年度新人                        | 提名 |
| 2012年 | 歡樂.樂團 | 最受歡迎流行/搖滾樂團/組合/團體 | 提名 |

### 全英音樂獎
| 年份   | 獲提名    | 獎項         | 結果 |
| ------ | --------- | ------------ | ---- |
| 2013年 | 歡樂.樂團 | 最佳國際團體 | 提名 |

### 青少年票選獎
| 年份 | 獲提名       | 獎項         | 結果 |
| ---- | ------------ | ------------ | ---- |
| 2012 | 歡樂.樂團    | 最佳團體     | 獲獎 |
| 2012 | 歡樂.樂團    | 最佳突破團體 | 提名 |
| 2012 | We Are Young | 最佳搖滾歌曲 | 提名 |
| 2012 | We Are Young | 最佳團體單曲 | 獲獎 |

## 外部連結
- 官方网站
- 歡樂.樂團在Allmusic上的頁面
- 歡樂.樂團的Facebook專頁
- 歡樂.樂團的X（前Twitter）